# Jiyuan (cruzador)
Jiyuan (chinês simplificado: 济远; chinês tradicional: 濟遠; pinyin: Jiyuan, às vezes Chiyuan; Wade–Giles: Tsi Yuan) foi um cruzador protegido da Marinha Imperial Chinesa, designado para a Frota Beiyang. Ele foi construído na Alemanha, já que a China não possuía instalações industriais necessárias para construí-la na época. Inicialmente, Jiyuan deveria ser o terceiro encouraçado da classe Dingyuan, mas teve seu tamanho reduzido devido a problemas de financiamento. Após a conclusão, ele foi impedido de navegar para a China durante a Guerra Sino-Francesa.
Na Primeira Guerra Sino-Japonesa, ele participou da Batalha de Pungdo e da Batalha do Rio Yalu, que resultou na subsequente execução de seu capitão. Foi capturado pela Marinha Imperial Japonesa como troféu de guerra na Batalha de Weihaiwei e comissionado como Saien (済遠 巡洋艦, Saien jun'yōkan) em 16 de março de 1895. Sob a bandeira japonesa, foi usado para bombardear posições na invasão japonesa de Taiwan e afundou em 30 de novembro de 1904 após atingir uma mina russa durante a Batalha de Port Arthur na Guerra Russo-Japonesa.

## Projeto
Quando Jiyuan foi originalmente encomendado pela Marinha Imperial Chinesa, ele deveria ser o terceiro navio de guerra encouraçado da classe Dingyuan construído pela AG Vulcan Stettin em Stettin, Alemanha. Os chineses estavam procurando por navios de guerra maiores em estaleiros britânicos, mas as negociações haviam emperrado. Em vez disso, eles recorreram aos estaleiros alemães, com os quais os chineses conseguiram negociar um acordo. Os pedidos para os três couraçados foram feitos após a construção da classe Sachsen alemã. Devido a problemas de financiamento, seu tamanho foi reduzido para o de um cruzador protegido, e a construção planejada de até uma dúzia de navios foi reduzida para apenas esses três.
Jiyuan deslocava 2 300 toneladas longas (2 337 toneladas) e media 236 pés (72 metros) de comprimento no total, com uma boca de 34,5 pés (10,5 metros) e um calado médio de 17 pés (5,2 metros). O sistema de propulsão consistia em  2 800 cavalos-vapor indicados (2 100 quilowatts) produzidos por um par de motores a vapor de expansão composta com duas hélices, possibilitando uma velocidade de cruzeiro de 15 nós (28 quilômetros por hora; 17 milhas por hora). Normalmente, estava equipado com um único mastro militar, mas, para a viagem marítima da Alemanha para a China, foi equipado com mastros e velas adicionais.
A couraça do Jiyuan consistia em duas barbetas de aço de 10 polegadas (254,0 mm) de espessura em torno de suas principais armas, escudos de armas de duas polegadas (51 mm) de espessura em torno das outras, e uma couraça de convés de 3 polegadas (76 mm) de espessura. Sua principal artilharia eram duas peças de 8,2 polegadas (210 mm) Krupp com carregamento pela culatra, montadas em uma barbeta na parte dianteira do navio. Ele tinha mais um canhão Krupp de 5,9 polegadas (150 mm) montado em uma barbeta traseira, cinco canhões Hotchkiss e quatro tubos de torpedos montados acima da água.

## Carreira

### China
Jiyuan foi lançado em 16 de janeiro de 1883. Após o lançamento no estaleiro em Stettin em 1.º de dezembro, o cruzador foi concluído em agosto do ano seguinte. Devido à Guerra Sino-Francesa em curso, os três navios construídos em Stettin foram impedidos de viajar para a China e ficaram retidos nos dez meses seguintes. Em 3 de julho de 1885, Jiyuan, Dingyuan e Zhenyuan partiram de Kiel, na Alemanha, em viagem para a China, equipados com uma tripulação alemã. Eles fizeram paradas no caminho em Devonport, Inglaterra; Gibraltar; Aden, no Iêmen; e Colombo, no Sri Lanka. No final de outubro, os navios chegaram às Fortalezas de Taku, na China, onde as tripulações chinesas embarcaram. Sua chegada marcou a criação de uma nova Frota Beiyang no pós-guerra, com os encouraçados no centro da formação.
A frota tinha sua base no recém-expandido Porto Arthur (atualmente Lüshunkou), no entanto, como o porto congelava durante o inverno, tanto Jiyuan quanto os encouraçados passariam parte do ano em Xangai. Os três navios realizaram exercícios ao lado dos cruzadores Chaoyong e Yangwei em 1886. Vários navios da Frota Beiyang navegaram de Xangai a Hong Kong no final de 1889, incluindo Jiyuan. Eles seguiram para Cingapura antes de retornar a Xangai no mês seguinte.

#### Primeira Guerra Sino-Japonesa
Na época da Primeira Guerra Sino-Japonesa em 1894, Jiyuan era comandado por Fang Pai-chen. Ele foi uma das várias embarcações designadas como escoltas de navios de transporte que se dirigiam para a Coreia em junho de 1894. Jiyuan partiu em 22 de julho ao lado do canhoneiro Kuang Yi de Weihaiwei (atualmente Weihai) para Asan na Coreia, iniciando a viagem de retorno em 25 de julho. As duas embarcações deveriam se encontrar com o navio de transporte Kowshing, mas em vez disso, foram confrontadas por três cruzadores da Marinha Imperial Japonesa na Batalha de Pungdo. Jiyuan tentou passar perto do cruzador japonês Naniwa, pois seu comandante antecipou um ataque de torpedo em curto alcance. Os outros dois cruzadores japoneses, Yoshino e Akitsushima, também começaram a disparar contra Jiyuan.
Jiyuan foi atingido por uma série de projéteis, desabilitando sua arma Krupp montada na frente e danificando severamente todas as estruturas acima de seu cinturão de blindagem. O capitão Fang deu ordens para fugir em alta velocidade em direção a Weihaiwei, com o Yoshino em perseguição. Os relatos diferiam sobre por que o Yoshino, um cruzador japonês mais rápido, não alcançou o Jiyuan. Uma versão afirmava que a arma Krupp montada na popa do Jiyuan atingiu a ponte do Yoshino, enquanto outra indicava que o tiro foi disparado pelo Kuang Yi. Enquanto o Jiyuan escapava, o Kuang Yi enfrentou os dois cruzadores restantes até ser avariado e afundar, sendo então encalhado para permitir que a tripulação escapasse. Enquanto o Tsi Yuan seguia para Weihaiwei, passou pelo Kowshing, que ainda seguia para a Coreia. O navio de transporte foi detido pelos japoneses e, após prolongadas negociações, foi afundado, resultando na perda de um grande número de tropas e tripulantes a bordo.
Após sua chegada a Weihaiwei, Jiyuan foi enviado para Port Arthur para reparos. O capitão Fang do Jiyuan foi julgado em tribunal marcial por suas ações, mas foi considerado inocente e retornou ao serviço. Jiyuan foi reparado e se juntou à frota em 7 de agosto em Weihaiwei, pouco antes de os japoneses atacarem o porto três dias depois, bombardeando as fortalezas defensivas antes de partir. Em 17 de setembro, na Batalha do Rio Yalu, o cruzador protegido estava no extremo esquerdo da linha chinesa e em um confronto com o cruzador Guangjia. Jiyuan sinalizou logo no início que estava danificada e foi retirada. O navio foi manobrado em algumas áreas rasas próximas, onde a tripulação teve dificuldades para controlar o navio e, em vez disso, retornou ao combate. Enquanto fazia isso, colidiu com o cruzador chinês Chaoyong, que subsequentemente afundou. Durante a batalha, o Capitão Fang foi afastado de suas funções pelo Primeiro Tenente Shen Sou Ch'ang, mas Fang voltou ao comando após a morte de Shen.
Jiyuan então retornou a Port Arthur, onde o engenheiro estrangeiro se recusou a servir mais o capitão da embarcação e partiu. O Capitão Fang Peh-Kien foi executado por suas ações na batalha, com o comando passando para o Primeiro Tenente Huang Tsu-Lien. Dos navios de guerra chineses sobreviventes à batalha, o Jiyuan foi o menos danificado. Enquanto os outros navios sobreviventes da batalha chegaram a Port Arthur, suas armas foram decoradas de vermelho. Jiyuan foi uma exceção, sem decoração, e foi atracado longe das outras embarcações.
Ele foi uma das várias embarcações chinesas presas no porto de Weihaiwei quando os japoneses sitiaram a região durante o inverno no início de 1895, na Batalha de Weihaiwei. Huang se recusou a deixar o Jiyuan para buscar tratamento para as lesões sofridas durante a batalha; em vez disso, suas feridas foram tratadas ali mesmo e ele continuou suas funções. Em seguida, ele foi atingido na coxa por um tiro, mas continuou a recusar tratamento. Poucos minutos depois, ele foi morto por um projétil explosivo disparado por uma embarcação japonesa. O almirante Ding Ruchang, no comando da frota, se rendeu em 12 de fevereiro e cometeu suicídio pouco depois. Em troca da rendição de todo o material de guerra, incluindo a frota, os japoneses prometeram um bom comportamento. Jiyuan foi posteriormente comissionado na Marinha Imperial Japonesa como Saien, mantendo o mesmo caractere chinês em seu nome.

### Japão

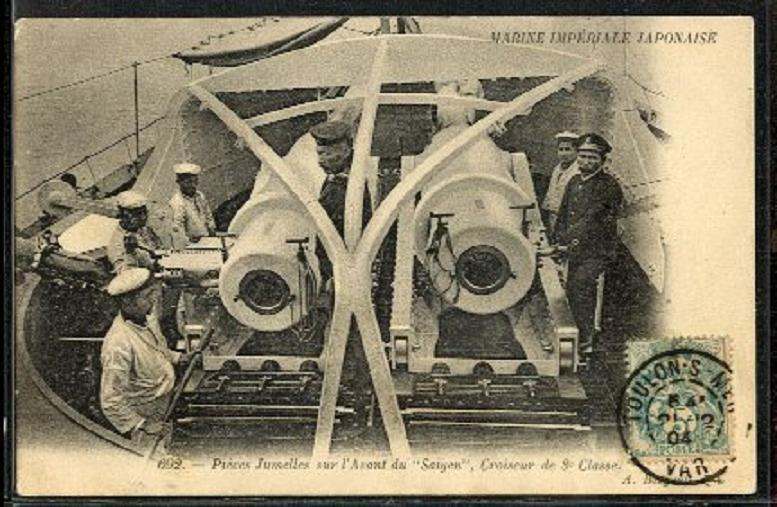
Imagem da bateria princial do Saien.

Saien foi imediatamente incorporado ao serviço japonês. Durante a invasão japonesa de Taiwan no final de 1895, ele foi designado, junto com outras seis embarcações, para bombardear as defesas costeiras de Takow (Kaohsiung). A frota chegou à costa em 12 de outubro, advertindo as embarcações estrangeiras que o ataque começaria às 7h da manhã do dia seguinte. As embarcações japonesas atacaram conforme o agendado, disparando contra as defesas até que elas deixassem de revidar após meia hora. Às 14h, as embarcações se aproximaram da praia e começaram a lançar barcos no mar com tropas. Suas forças conseguiram capturar com sucesso o forte costeiro até as 14h35.
Os japoneses reformaram o Saien em 1898, substituindo suas armas leves existentes por oito canhões de 3 libras de rápido disparo. Enquanto apoiava o Exército Imperial Japonês após a Batalha de Port Arthur nas fases iniciais da Guerra Russo-Japonesa de 1904-1905, o Saien atingiu uma mina russa submersa em 30 de novembro de 1904. Oito tripulantes na sala de máquinas foram mortos imediatamente pela explosão, com o cruzador afundando rapidamente nos dois minutos seguintes. Durante esse período, apenas dois barcos puderam ser lançados, salvando 70 membros da tripulação, juntamente com uma coleção de vários itens confiados a eles pelos oficiais, como o livro de sinalizações e algumas pinturas da família imperial.
O canhoneiro Akagi estava nas proximidades bombardeando posições inimigas e se dirigiu para o Saien após a explosão. No total, 191 oficiais e tripulantes foram salvos entre os barcos lançados, o Akagi e outro canhoneiro. O Capitão do Saien, Tajima, foi morto, assim como outros 39 homens. O destroço está localizado em 38° 51′ N, 121° 05′ L. A perda do Saien foi considerada insignificante devido à sua idade e capacidades em comparação com as outras embarcações da frota japonesa. Ele foi uma das várias embarcações japonesas que foram atingidas por minas ao sair de Port Arthur durante o período, incluindo os couraçados pré-dreadnought Hatsuse e Yashima, o que demonstrou a utilidade das minas navais para a defesa de portos.